# Busnes
Busnes és un municipi francès situat al departament del Pas de Calais i a la regió dels Alts de França. L'any 2007 tenia 1.248 habitants.

## Demografia

### Població
El 2007 la població de fet de Busnes era de 1.248 persones. Hi havia 464 famílies de les quals 76 eren unipersonals (24 homes vivint sols i 52 dones vivint soles), 172 parelles sense fills, 192 parelles amb fills i 24 famílies monoparentals amb fills.
La població ha evolucionat segons el següent gràfic:
Habitants censats

### Habitatges
El 2007 hi havia 496 habitatges, 470 eren l'habitatge principal de la família, 4 eren segones residències i 22 estaven desocupats. 490 eren cases i 5 eren apartaments. Dels 470 habitatges principals, 399 estaven ocupats pels seus propietaris, 65 estaven llogats i ocupats pels llogaters i 6 estaven cedits a títol gratuït; 10 tenien dues cambres, 33 en tenien tres, 108 en tenien quatre i 320 en tenien cinc o més. 389 habitatges disposaven pel capbaix d'una plaça de pàrquing. A 169 habitatges hi havia un automòbil i a 260 n'hi havia dos o més.

### Piràmide de població
La piràmide de població per edats i sexe el 2009 era:
| Homes | Edats   | Dones |
| ----- | ------- | ----- |
| 0     | 95 o +  | 0     |
| 0     | 90 a 94 | 4     |
| 4     | 85 a 89 | 4     |
| 8     | 80 a 84 | 12    |
| 20    | 75 a 79 | 20    |
| 16    | 70 a 74 | 20    |
| 28    | 65 a 69 | 40    |
| 40    | 60 a 64 | 20    |
| 32    | 55 a 59 | 28    |
| 44    | 50 a 54 | 44    |
| 28    | 45 a 49 | 52    |
| 64    | 40 a 44 | 60    |
| 60    | 35 a 39 | 60    |
| 32    | 30 a 34 | 56    |
| 44    | 25 a 29 | 36    |
| 24    | 20 a 24 | 28    |
| 56    | 15 a 19 | 60    |
| 60    | 10 a 14 | 48    |
| 60    | 5 a 9   | 48    |
| 20    | 0 a 4   | 36    |

## Economia
El 2007 la població en edat de treballar era de 873 persones, 595 eren actives i 278 eren inactives. De les 595 persones actives 555 estaven ocupades (304 homes i 251 dones) i 40 estaven aturades (20 homes i 20 dones). De les 278 persones inactives 85 estaven jubilades, 91 estaven estudiant i 102 estaven classificades com a «altres inactius».

### Ingressos
El 2009 a Busnes hi havia 486 unitats fiscals que integraven 1.266 persones, la mediana anual d'ingressos fiscals per persona era de 19.116 €.

### Activitats econòmiques
Dels 39 establiments que hi havia el 2007, 1 era d'una empresa extractiva, 2 d'empreses alimentàries, 4 d'empreses de fabricació d'altres productes industrials, 6 d'empreses de construcció, 10 d'empreses de comerç i reparació d'automòbils, 2 d'empreses de transport, 3 d'empreses d'hostatgeria i restauració, 4 d'empreses financeres, 2 d'empreses de serveis, 2 d'entitats de l'administració pública i 3 d'empreses classificades com a «altres activitats de serveis».
Dels 7 establiments de servei als particulars que hi havia el 2009, 1 era un paleta, 1 fusteria, 1 electricista, 3 perruqueries i 1 restaurant.
Dels 4 establiments comercials que hi havia el 2009, 1 era una botiga de més de 120 m², 1 una botiga de menys de 120 m², 1 una fleca i 1 una botiga d'equipament de la llar.
L'any 2000 a Busnes hi havia 29 explotacions agrícoles que ocupaven un total de 924 hectàrees.

## Equipaments sanitaris i escolars
El 2009 hi havia 2 escoles elementals.

## Poblacions més properes
El següent diagrama mostra les poblacions més properes.